# إلغاء طابع البريد
الإلغاء (أو الإلغاء اختصارًا؛ بالفرنسية: oblitération) هو علامة بريدية تُوضع على طابع بريدي أو ورق قرطاسية بريدية لتشويه الطابع ومنع إعادة استخدامه. تتوفر الإلغاءات بمجموعة كبيرة ومتنوعة من التصاميم والأشكال والأحجام والألوان. تتضمن أختام الإلغاءات الحديثة عادةً معلومات عن التاريخ وموقع مكتب البريد الذي أُرسلت منهُ الطوابع، بالإضافة إلى خطوط أو أشرطة مصممة لتغطية الطابع نفسه. يشير مصطلح "ختم البريد" تحديدًا إلى الجزء الذي يحتوي على التاريخ وموقع الإرسال، ولكن غالبًا ما يُستخدم المصطلح بالتبادل مع "الإلغاء" لأنه قد يخدم هذا الغرض. يُطلق أيضًا على الجزء من الإلغاء المصمم لتشويه الطابع والذي لا يحتوي على كتابة اسم "المحو" أو "القاتل". تُصدر بعض الطوابع ملغاة مسبقًا مع إلغاء مطبوع أو مختوم، ولا تحتاج إلى إضافة ختم إلغاء.

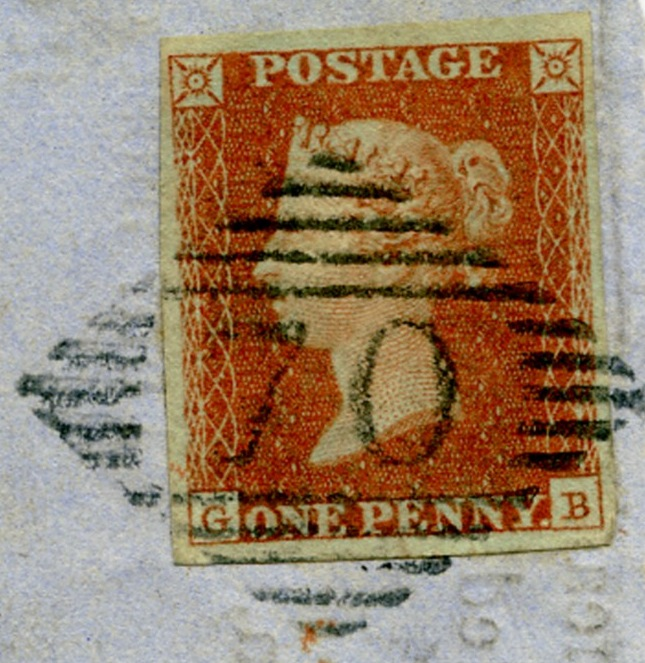
ختم إلغاء بالرقم 70 الذي يميز بريد مدينة بويل، في مقاطعة روسكومون في أيرلندا.

## التاريخ

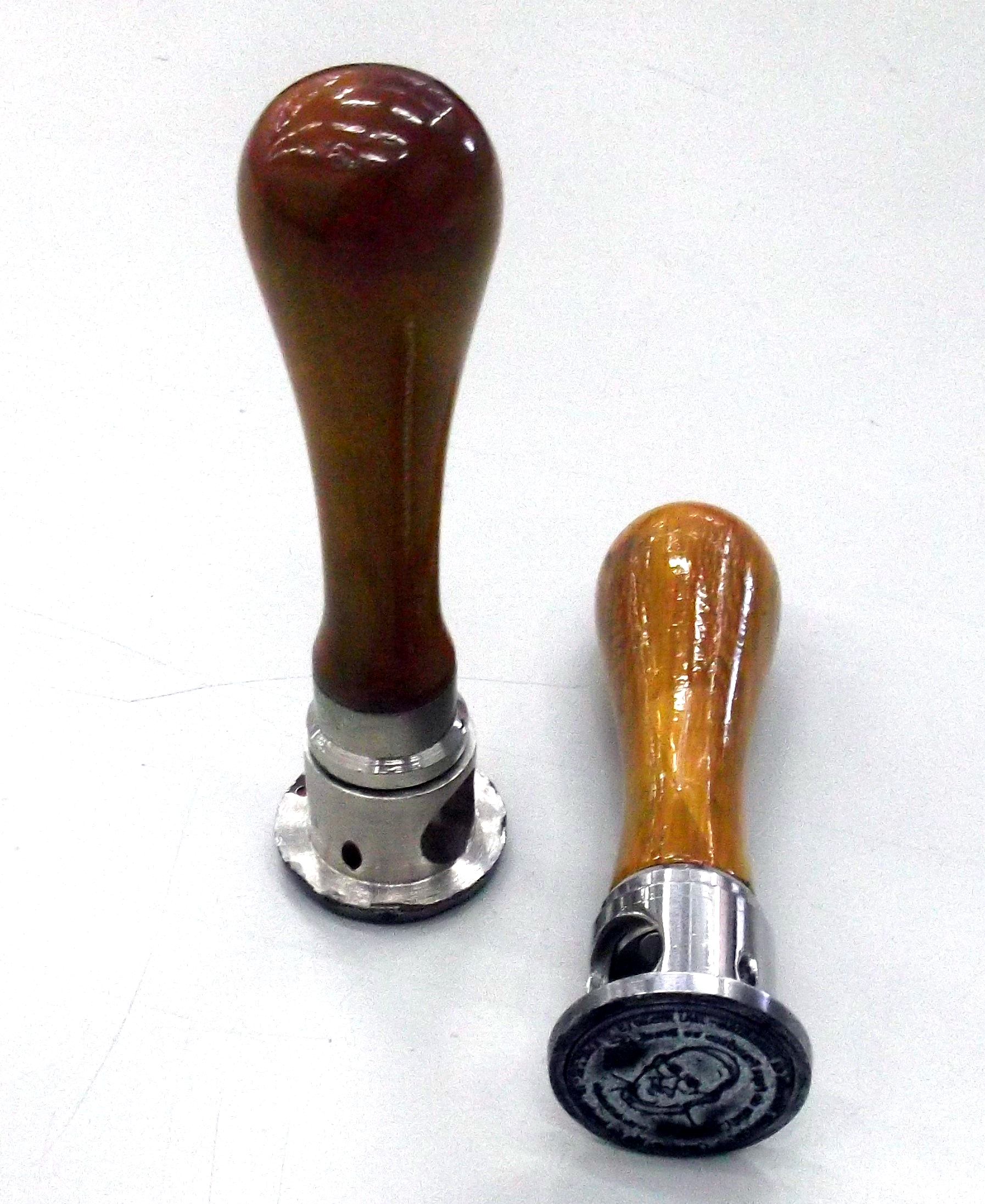
ختم يدوي من النوع المستخدم لإلغاء طوابع البريد

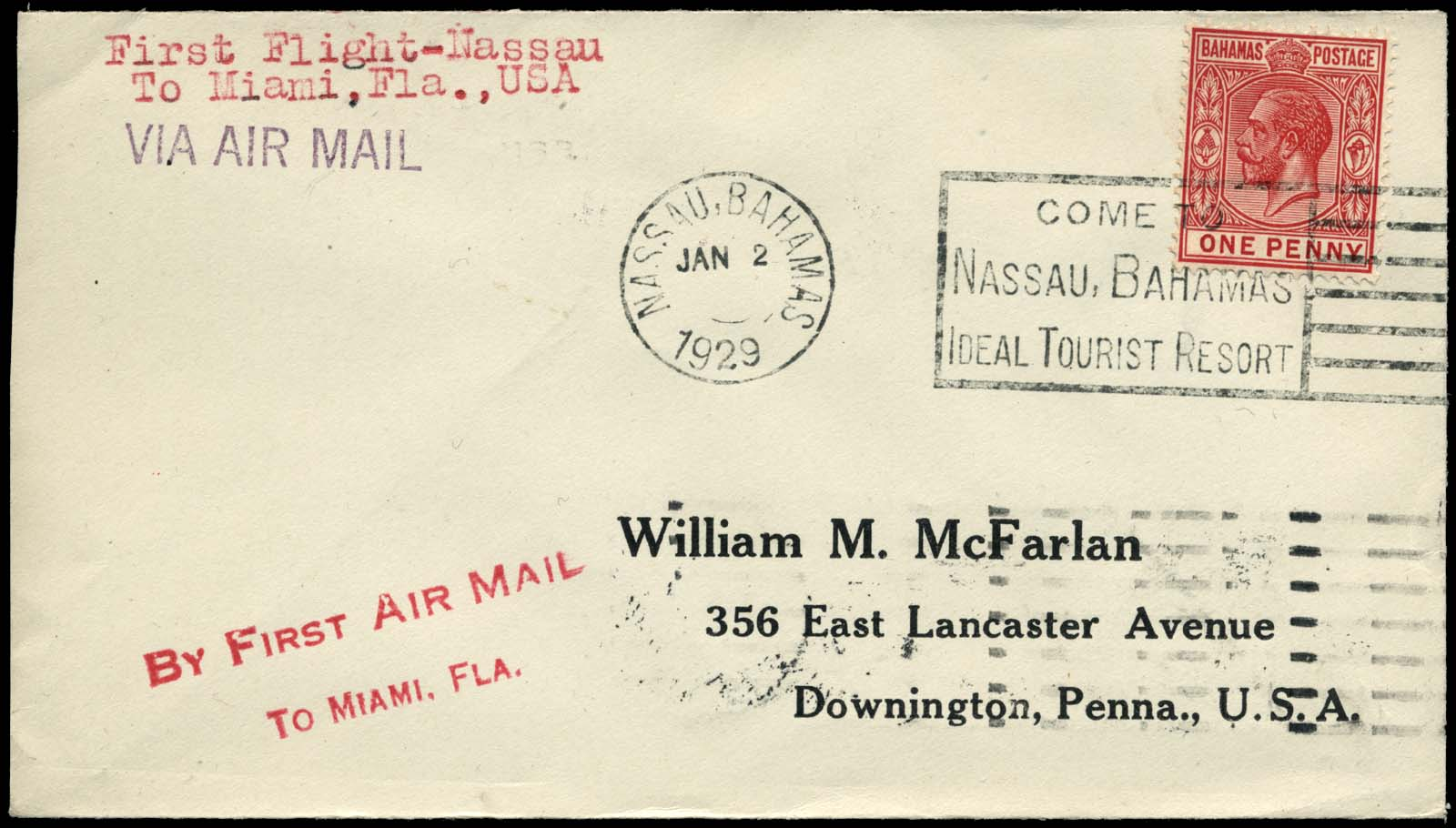
استخدم ختم إلغاء الآلة عام 1929 لإلغاء طابع بريد بقيمة 1 بنس على غلاف أول رحلة من ناساو إلى ميامي

كان أول طابع بريدي لاصق هو طابع "بيني بلاك"، الذي أصدرته بريطانيا العظمى عام 1840. أدركت السلطات البريدية ضرورة وجود طريقة لمنع إعادة استخدام الطوابع، فأصدرت في الوقت نفسه أختام يدوية لإلغاء الطوابع على الأظرف أثناء مرورها عبر النظام البريدي. كانت أختام الإلغاءات مصنوعة يدويًا، وتحمل تصميم صليب مالطي. في البداية، وكان الحبر المستخدم أحمر، ولكن تبين أنهُ يمكن تنظيفه وإعادة استخدام الطوابع، وبعد سلسلة من التجارب، استُخدم حبر الإلغاء الأسود في أوائل عام 1841، وهو أكثر ديمومة. كما تم تغيير لون الطوابع إلى بني محمر لضمان ظهور أثر ختم الإلغاء بوضوح.

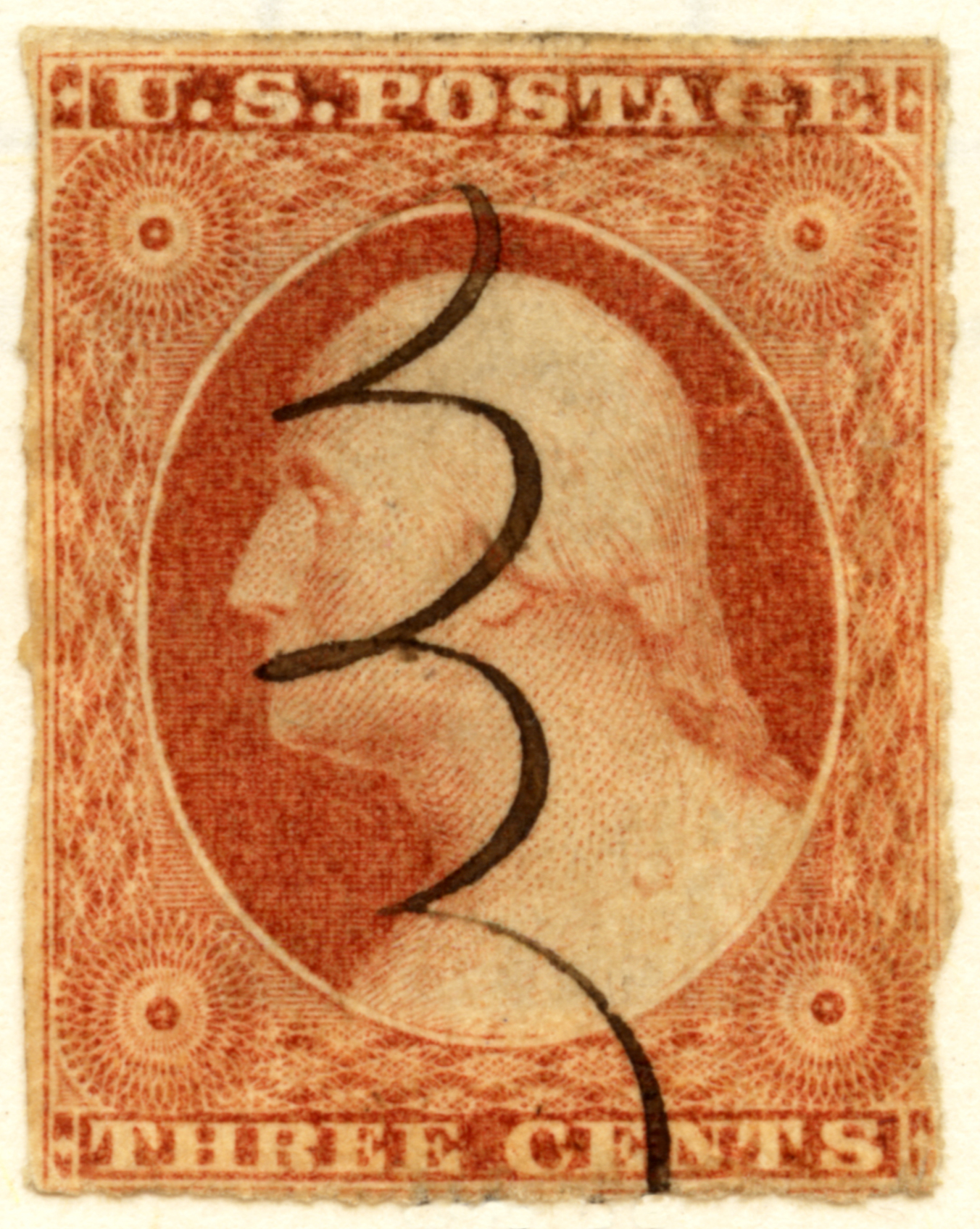
طابع بريد أمريكي يعود تاريخه إلى عام 1851 مع إلغاء بالقلم

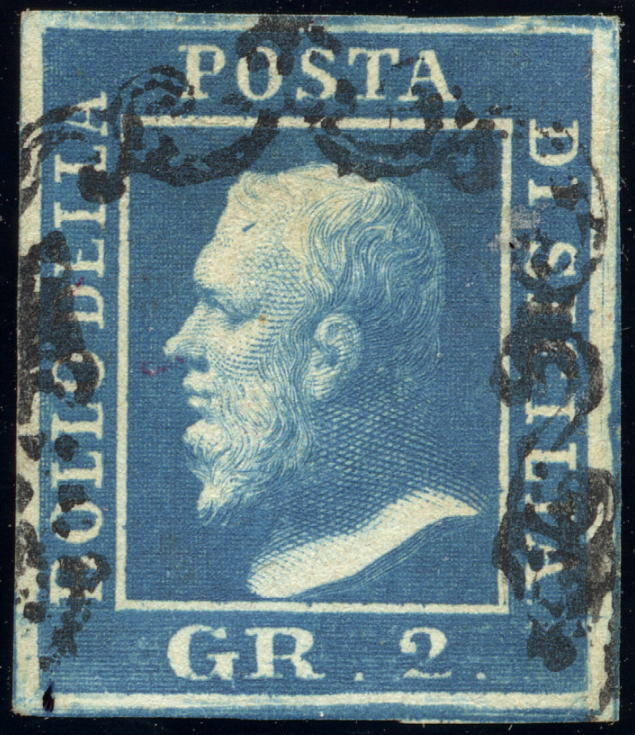
طابع بريد من صقلية يعود تاريخه إلى عام 1859 مع إلغاء احترازي يهدف إلى عدم تشويه "الصورة المقدسة" للملك فرديناند الثاني

سرعان ما تخلت بريطانيا عن أختام الصلبان المالطية، وفي عام 1844 بدأت في استخدام أختام الإلغاءات التي تعرض أرقامًا تشير إلى موقع مكتب البريد. استخدم مخطط مماثل للطوابع البريطانية المستخدمة في الخارج في مستعمراتها وخدمات البريد الأجنبية، مع تعيين المواقع بحرف محدد متبوعًا برقم، مثل A01 المستخدم في كينغستون، جامايكا، أو D22 لفنزويلا.
كانت عمليات الإلغاء المبكرة تُطبّق يدويًا، باستخدام أختام يدوية. وفي حال عدم توفرها، كانت تلغى الطوابع غالبًا بوضع علامة فوقها بقلم، مثل كتابة علامة "x". استُخدمت عمليات الإلغاء بالقلم في الولايات المتحدة حتى عقد الثمانينيات من القرن التاسع عشر، ولا تزال تُستخدم هذهِ الأختام إلى حد ما حتى يومنا هذا، حيث يلاحظ موظف البريد أن طابعًا قد نجا من الإلغاء، فيضع علامة عليهِ بقلم حبر جاف أو قلم تحديد.
في الفترة المبكرة لإصدار طوابع البريد في الولايات المتحدة، صدرت عدة براءات اختراع لأجهزة أو آلات إلغاء زادت (أو زُعم أنها زادت) من صعوبة غسل الطوابع البريدية وإعادة استخدامها. تضمنت هذه الأساليب عمومًا كشط أو قطع جزء من الطابع، أو ربما ثقبه في منتصفه. (يجب التمييز بين هذه الأشكال من الإلغاء والثقوب الصغيرة المثقوبة في الطوابع، والتي عادةً ما تُثقبها شركات خاصة كأداة لمنع السرقة).
استعملت آلات الإلغاء عالية السرعة لأول مرة في بوسطن بين عامي 1880 و1890، ثم انتشرت في جميع أنحاء البلاد بعد ذلك.
اليوم، يُمكن إلغاء الطوابع يدويًا أو آليًا. ويُستخدم الإلغاء اليدوي غالبًا عند إرسال بريد ذي شكل غير مألوف أو بريد رسمي (مثل دعوات الزفاف) لتجنب التلف الناتج عن الإلغاء الآلي.
لا تُلغي السلطات البريدية عادةً طوابع البريد العادية والطوابع الحديثة المماثلة المطبوعة حسب الطلب، لأن هذهِ الطوابع تحمل تاريخ الإنتاج ولا يُمكن إعادة استخدامها بسهولة.

## أنواع الإلغاءات

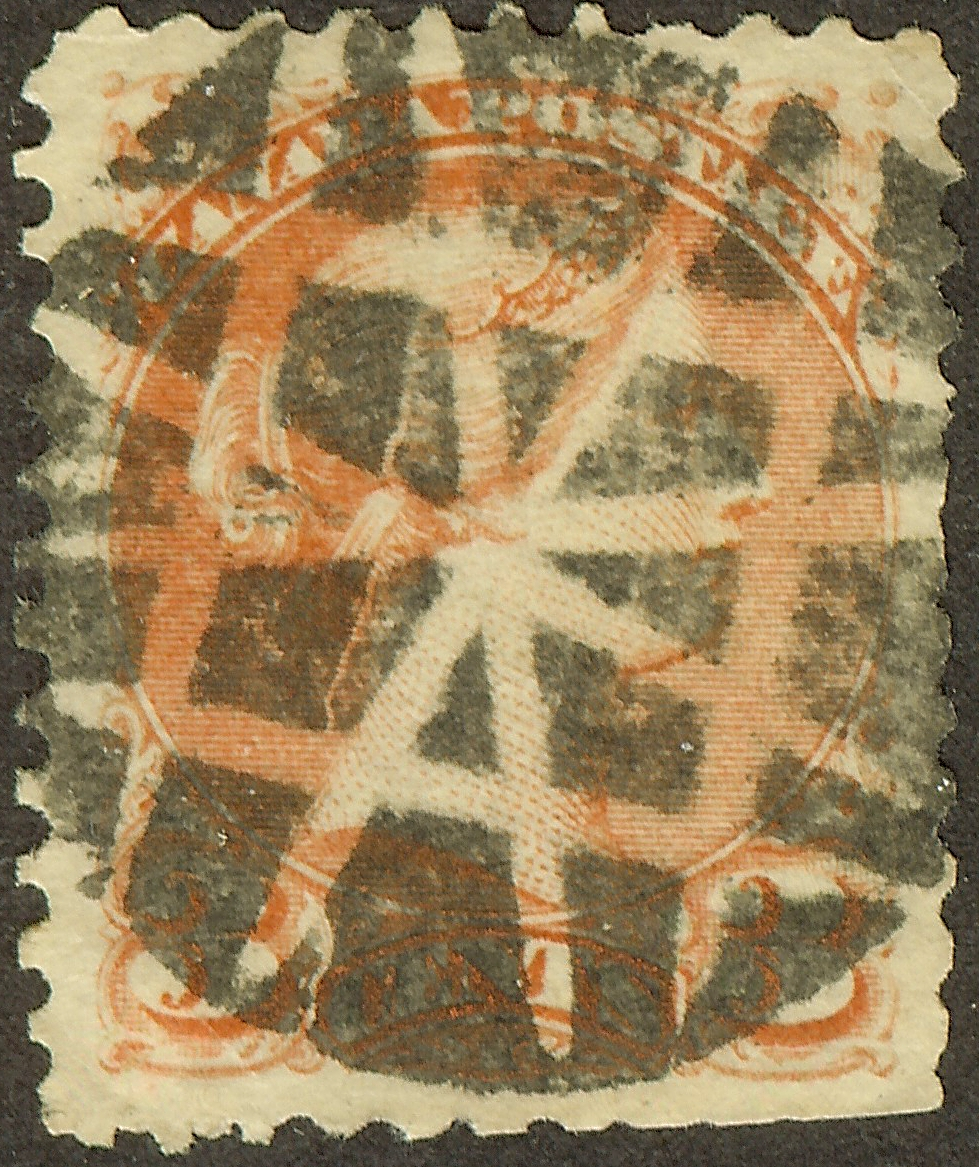
ختم إلغاء فاخر على طابع بريد كندي لعام 1872

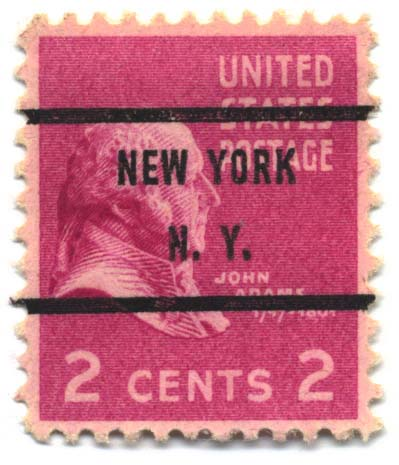
طابع بريد أمريكي مُلغى مسبقًا يعود لعام 1938

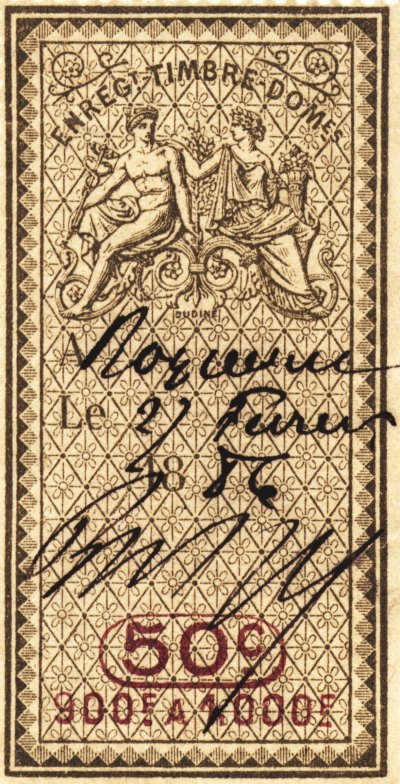
طابع ملغى بالكتابة عليهِ عام 1886

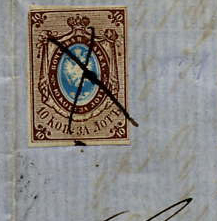
طابع روسي ملغى بوضع علامة إلغاء على شكل حرف X

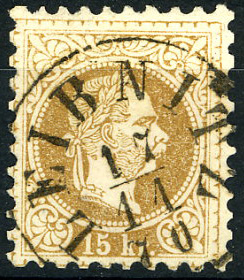
ختم إلغاء دائري يسمى (إلغاء عين الثور) حوالي عام 1870

- إلغاء "عين الثور"، المعروف أيضًا باسم "الغُرْب على الأنف" أو SOTN، هو مصطلح يستخدمه جامعو الطوابع للإشارة إلى إلغاء، عادةً ما يكون الإلغاء على شكل دائري، ويتمركز حول طابع البريد. تحظى هذهِ الإلغاءات بشعبية لدى بعض هواة جمع الطوابع نظرًا لنظافتها وسهولة رؤية وقت وتاريخ ومكان استخدام الطابع. يختلف انتشار إلغاءات "عين الثور" اختلافًا كبيرًا باختلاف البلد والفترة الزمنية.
- الطوابع الملغاة حسب الطلب. تُعرف أيضًا باسم CTOs، وهي طوابع ألغتها هيئة بريدية، ولكنها لم تُستخدم قط لنقل البريد. تُنشئ هيئات البريد طوابع CTOs لبيعها بأسعار زهيدة لهواة جمع الطوابع. باعت العديد من دول أوروبا الشرقية وغيرها أعدادًا كبيرة من طوابع CTOs لهواة جمع الطوابع في عقدي الخمسينيات والتسعينيات من القرن العشرين لأجل الوارد المادي فقط. غالبًا ما تُعرف طوابع CTOs بأنها لا تزال تحتفظ بشكل طابعها الأصلي. تستخدم بعض الهيئات أداة الإلغاء نفسها لجميع طوابع CTOs، وتُثبتها بدقة في زاوية أربعة طوابع في وقت واحد. في بعض الحالات، تُطبع "الإلغاءات" كجزء من طباعة الطابع نفسه.
- الإلغاء التبجيلي هو إلغاء مصمم بحيث لا يشوه صورة الحاكم أو الوصي الموضوعة على الطابع.
- الإلغاء المزدوج، ويتضمن الإلغاء ختمًا بريديًا بالإضافة إلى الإلغاء.[8]
- الأختام البريدية الفاخرة. في النصف الثاني من القرن التاسع عشر، صنع العديد من مديري مكاتب البريد في الولايات المتحدة وكندا أختام بريد خاصة بهم من الفلين أو الخشب بتصاميم متنوعة، مثل النجوم والدوائر والأعلام والدجاج، وغيرها. تُعرف هذهِ الأختام بالأختام الفاخرة، وقد درسها هواة جمع الطوابع وجامعوها دراسةً مستفيضة.[7] ومن أشهرها "بغل الركل" الذي استُخدم في عقد الثمانينيات من القرن التاسع عشر.[9]
- ختم إلغاء غلاف أول يوم: تعتبر الإلغاءات الخاصة باليوم الأول من الإصدار بمثابة تاريخ إصدار الطوابع لأول مرة للبيع وتتضمن عبارة "اليوم الأول من الإصدار".
- ختم إلغاء الأعلام هو نوع من إلغاء الأعلام الآلية، يتضمن تصميم علم الولايات المتحدة، مع استخدام الخطوط كعلامة مميزة. استُخدم أول ختم إلغاء للأعلام الآلية (سبقه ختم إلغاء أعلام مزخرف) في بوسطن بين شهري نوفمبر وديسمبر من عام 1894.[7]
- الإلغاءات المختومة يدويًا هي الإلغاءات المضافة عن طريق آلة ختم يدوي.
- تشير أختام إلغاء مكتب البريد السريع إلى عمليات الإلغاء المضافة أثناء النقل بواسطة معدات مناولة البريد المحمولة لفرز البريد في المركبات والشاحنات.[10]
- ختم البريد الآلي، تُضاف عمليات إلغاء المراسلات آليًا بواسطة آلات تعالج أعدادًا كبيرة من المظاريف بسرعة.[11] يُمكن مشاهدة فيلم صامت من عام 1903 لآلة ختم إلغاء آلي قيد التشغيل.[12]
- الإلغاء الصامت، يشير الإلغاء الصامت إلى ختم الإلغاء الذي لا يتضمن أي كتابة أو معلومات وبالتالي هو صامت "لا يتحدث" ولا يدل على شيء.
- إلغاءات الأرقام هي إلغاءات استُخدمت فيها الأرقام لتحديد موقع مكاتب بريد محددة. بالنسبة للمملكة المتحدة لبريطانيا العظمى وأيرلندا، التي بدأت استخدام نظام الأرقام البريدي عام 1844، يشير شكل الأشرطة المرقمة إلى بلد الاستخدام الفعلي. كما استُخدمت الأرقام مع ختم التاريخ في ختم إلغاءات الطباعة المزدوجة.
- إلغاءات القلم التي تشير إلى استعمال قلم الكتابة لتشويه الطابع، وكانت هذهِ الطريقة هي الأكثر شيوعًا في القرن التاسع عشر وأوائل القرن العشرين.
- الإلغاءات المصورة وهي تمثل صورًا مرتبطة بذكرى مناسبة أو ذكرى سنوية. يحاول البعض استخدام أختام فيها صور تتعلق بموضوع الإلغاء المصور على الظرف.
- الإلغاءات المسبقة هي طوابع بريد مطبوع عليها أختام إلغاءات، تُصدر عادةً للبريد الجماعي. لا يُمكن عادةً استخدام الإلغاءات المسبقة من قِبل عامة الناس.
- ختم إلغاء مكتب بريد السكك الحديدية (R.P.O.) والذي يشير إلى عمليات الإلغاء المطبقة على البريد المُفرز على متن القطارات. يعود تاريخ أول إلغاء في الولايات المتحدة بكلمة "سكة حديد" إلى عام 1838.[2] ولقد أُغلق آخر مكتب بريد سكة حديد (R.P.O.) تديرهُ الولايات المتحدة عام 1977.[10]
- ختم إلغاء السفن، تمت إضافة إلغاءات السفن إلى الطوابع التي ارسلت بالبريد أو نقلت على متن سفينة، وعادة ما تكون سفينة بخارية في أواخر القرن التاسع عشر وأوائل القرن العشرين.[2] في اللغة الفرنسية، يُقرأ الإلغاء "Paquebot".[10]
- تحتوي إعلانات إلغاء الشعارات على شعار، ربما شعار تذكاري أو إعلاني، في الصندوق المميز.

## الإلغاءات التصويرية والخاصة

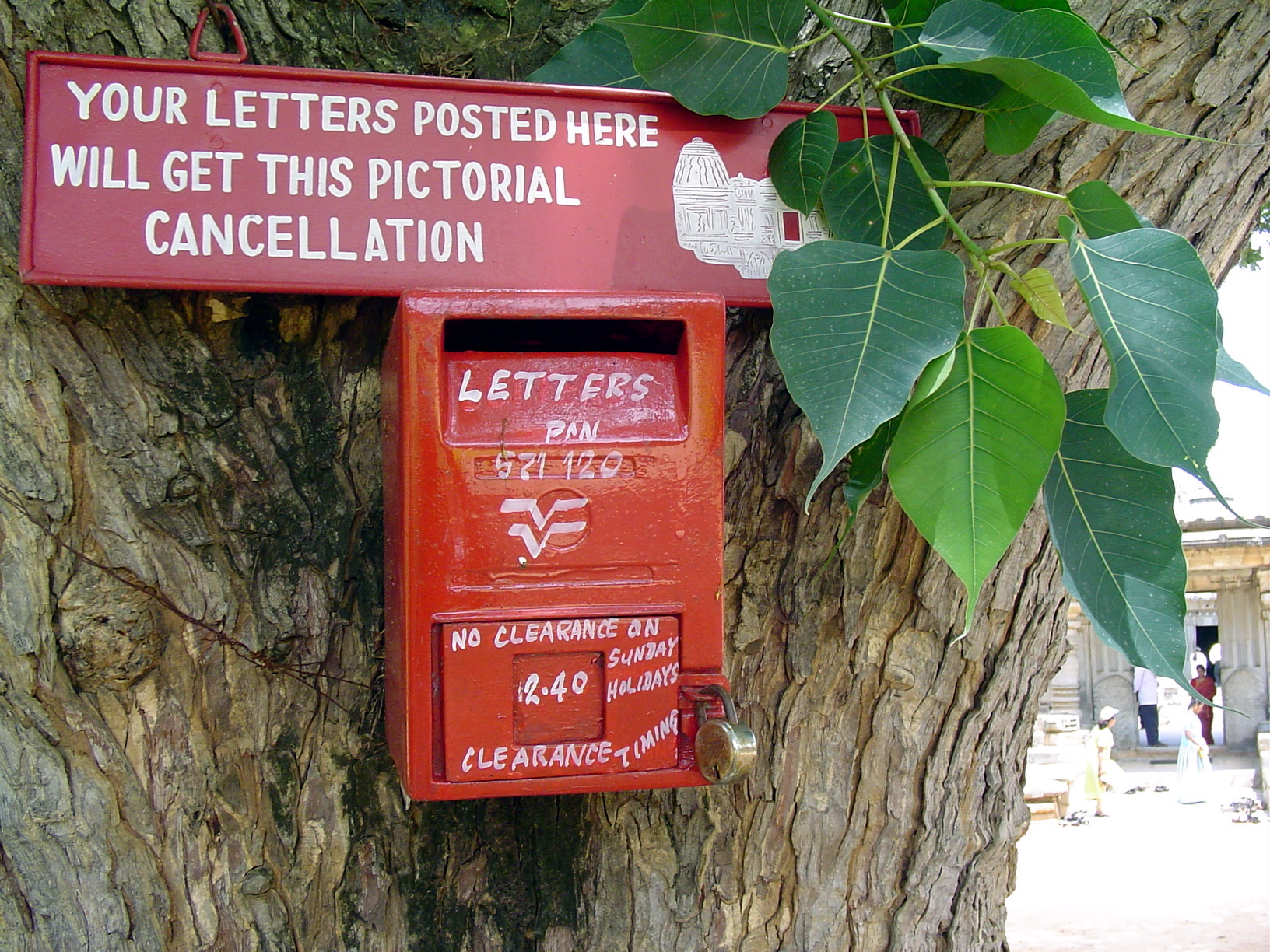
يقع صندوق البريد هذا في موقع سومناثبور التاريخي في كارناتاكا، الهند. إذ ستُرسل الرسائل المُرسَلة عبر هذا الصندوق مع صورة لمعبد كيسافا.

تُميّز خدمة البريد الأمريكية بين الإلغاءات الخاصة التي تتضمن تعليقًا يُعلن عن حدث، والإلغاءات المصورة التي تحتوي على صورة. الإلغاءات الخاصة هي في الأساس نوع من إلغاءات الشعارات. سلسلة إلغاءات البريد الخاصة "بناء الجسور" التابعة لخدمة البريد الأمريكية، وهي سلسلة فريدة بدأت عام 1996، تجمع بين رسم مصور وشعار حدث في ما تُطلق عليه خدمة البريد الأمريكية اسم سلسلة الإلغاء، على الرغم من احتوائها أيضًا على عنصر مصور.

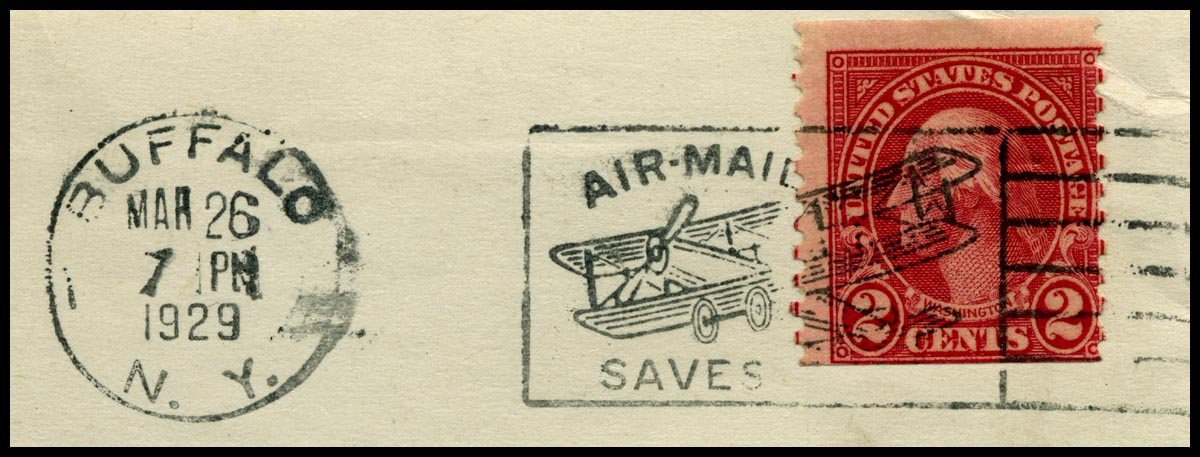
إلغاء مصور في عام 1929 للترويج لاستخدام البريد الجوي

في الولايات المتحدة، تُطبّق عمليات الإلغاء الرسمية المصورة بشكل شبه دائم في "محطات" خاصة، أي مكاتب بريدية تعمل لفترة محدودة فقط، عادةً ليوم واحد، في مناسبات خاصة، على الرغم من وجود عمليات إلغاء مصورة أخرى في كثير من الأحيان لا تُوصف رسميًا بهذا الوصف - فهي من بين ما يُسمى عمليات الإلغاء الخاصة، وهي عبارة عن محاور خاصة تُضاف إلى عمليات الإلغاء الآلية، والتي عادةً ما تحتوي على شعار فقط، ولكنها قد تحتوي أحيانًا على صورة. هناك استثناءات قليلة جدًا حيث يستخدم مكتب بريد معين عملية إلغاء مصورة على جميع بريده. نطاق المواضيع المسموح بها واسع جدًا، وقد يشمل مجموعة متنوعة من الارتباطات التجارية، مثل شخصيات الأفلام.
يستخدم بريد كندا عمليات الإلغاء الآلية مع رسائل مطبوعة حاسوبيًا. بهذه الطريقة، يمكن للشركة طباعة رسائل ترويجية تلقائيًا على كل ظرف مع إلغاء البريد في نفس الوقت. تتغير الرسائل على مدار العام، وتشمل رسائل موسمية ("عيد ميلاد سعيد") ورسائل ترويجية (مثل عنوان موقع بريد كندا الإلكتروني).
تُصدر مكاتب بريد أخرى، مثل مكتب طوابع جزيرة مان، أختام بريدية مصورة خاصة، كما فعلت عام 1985 إحياءً لذكرى طائرة دوغلاس دي سي-3. وقد صُمم ختم يدوي خاص يُصوّر طائرة داكوتا تحلق بحرية دون قيود.

## التجميع
يمكن أن تؤثر عمليات الإلغاء على قيمة الطوابع لدى هواة جمعها، إيجابًا أو سلبًا. وقد درس هواة جمع الطوابع عمليات إلغاء بعض الدول بشكل مكثف، ويجمع العديد من هواة جمع الطوابع وهواة جمع التاريخ البريدي عمليات الإلغاء بالإضافة إلى الطوابع نفسها.
عادةً ما يُفضّل هواة جمع الطوابع طوابع البريد الملغية بشكلٍ طفيف، والتي تحمل ختم البريد على زاوية أو جزء صغير من الطابع دون حجب الطابع نفسه، والتي عادةً ما تكون أكثر قيمة من الطوابع التي أُلغيت بختم يحجب طابع البريد بشكلٍ كبير. ولجعل موظف البريد يلغي الطوابع بشكلٍ طفيف، قد يختم هواة جمع الطوابع أو يكتبون "بريد طوابع" على الظرف للتنبيه عند وضع الختم.
قد تؤثر عمليات الإلغاء بشكل كبير على قيمة الطوابع. فالعديد من الطوابع نادرة، تكون أغلى بكثير، وهي غير مستخدمة، مثل طوابع بيني بلاك، التي سُجلت في فهرس سكوت للطوابع عام 1999 بسعر 1900 دولار أمريكي بعد الطبع و110 دولارات أمريكية بعد الاستخدام. والعكس صحيح بالنسبة لبعض الطوابع، مثل طوابع التضخم المفرط في ألمانيا، والتي قد تكون قيمتها أعلى بكثير إذا استُخدمت بريديًا بشكل صحيح. عندما تكون قيمة الطوابع المستعملة أعلى بكثير من قيمتها غير المستعملة، يُنصح بفحصها مع تقييم الخبير للتأكد من أنها طوابع أصلية ومعاصرة.
يهتم بعض هواة جمع الطوابع بالطوابع الملغاة نفسها، سواءً كانت على الغلاف أو خارجه، لبلد أو إصدار معين، أو يجمعون نوعًا محددًا من الطوابع الملغاة، مثل الطوابع ذات الأختام المزخرفة. كما تُجمع أيضًا الطوابع الملغاة بتاريخ الميلاد. نُشرت العديد من الدراسات حول الطوابع الملغاة في العديد من البلدان، بعضها مذكور أدناه. يفضل هواة جمع الطوابع المهتمون بالطوابع الملغاة نفسها الطوابع المكتوبة بخط عريض وسهل القراءة. كما تُعد الطوابع الملغاة جزءًا لا يتجزأ من مجموعة التاريخ البريدي.
من الناحية التاريخية، لم يحب هواة جمع الطوابع إلغاء القلم وقاموا بإزالة العديد منها، مما جعل الطابع يبدو غير مستخدم أو جاهز لإضافة إلغاء مزيف. اليوم، لا تزال الطوابع الملغاة بالقلم المبكرة في الولايات المتحدة أقل قيمة بكثير من النماذج ذات الإلغاء المختوم يدويًا.
ينظر هواة جمع الطوابع عادةً إلى الطوابع الحديثة الملغاة حسب الطلب (CTOs) على أنها خردة طوابع، ونادرًا ما تكون ذات قيمة كبيرة. عادةً ما تُحدد فهارس الطوابع ما إذا كانت قيم الطوابع المستعملة مخصصة لطوابع CTOs أم لنماذج بريدية. على سبيل المثال، تُدرج قوائم القيمة المستعملة في دليل سكوت لجمهورية ألمانيا الديمقراطية طوابع CTOs من عام 1950 حتى منتصف عام 1990، أي ما يزيد عن 2700 طابع.

## عمليات التزوير
لم يكتفِ المزورون بتصنيع الطوابع لسوق الطوابع البريدية، بل أضافوا إليها أيضًا شطبًا مزورًا. وكان هذا شائعًا بشكل خاص في أواخر القرن التاسع عشر وأوائل القرن العشرين، عندما زُوِّرت أعداد هائلة من الطوابع الرخيصة لتجارة الطوابع البريدية.
كما طُبِّقت عمليات إلغاء مزورة على الطوابع الأصلية إذا كانت قيمتها البريدية أعلى بكثير. بالإضافة إلى ذلك، إذا رغب هواة جمع الطوابع النادرة في الحصول على إلغاءات، فقد تم تزويرها أيضًا.
وقد تُستخدم عمليات الإلغاء أيضًا لإثبات أن بعض القطع الأثرية أصلية. على سبيل المثال، قام المزورون بتزوير العديد من أغلفة البريد التي يُفترض أنها ذات قيمة عالية، وذلك بإضافة طوابع أصلية وعلامات بريدية مزورة إلى أغلفة ما قبل الطوابع. يمكن إثبات أصالة الغلاف إذا ربط إلغاءٌ حقيقي للطابع أو الطوابع بالغلاف، أو بعبارة أخرى، إذا امتدّ إلغاءٌ حقيقيٌّ على الطابع والجزء المجاور لهُ من الغلاف أو الظرف. مع ذلك، قد يلزم استبعاد إمكانية إضافة الإلغاء لاحقًا. وبالمثل، لا يمكن إثبات استخدام الطوابع المقطوعة إلى أجزاء والمُستخدمة لجزء من القيمة الإجمالية كأجزاء إلا إذا ربط إلغاءٌ حقيقيٌّ للطابع بالغلاف أو جزءٍ منه.

## رموز الإلغاء
يستخدم دليل ميشيل للطوابع مجموعة من الرموز لأنواع مختلفة من الإلغاءات:
- ☉ إلغاءات ختم البريد، (تُستخدم في الفهارس الأقل دقة لأي إلغاء).[28]
- إلغاءات القلم.
- إلغاءات مالية.
- إلغاءات حسب الطلب.
- إلغاءات ثقب الطوابع.
- Ⓢ طوابع بريد الإصدارات الخاصة.
- Ⓣ طوابع بريد التاريخ.

قد يستخدم تجار الطوابع ورواد المزاد مجموعات مختلفة تمامًا من الرموز.

## الروابط الخارجية

### المنظمات
- نادي الإلغاءات الأمريكي
- الجمعية الدولية لآلات الإلغاء
- جمعية الطوابع الكلاسيكية الأمريكية
- جمعية الطوابع المسبقة الإلغاء
- جمعية طوابع البريد البريطانية
- نادي هواة جمع علامات البريد
- نادي جامعي إلغاء عين الثور

### أخرى
- فيديو صامت (mpg) من عام 1903 لعملية آلة الإلغاء
- دليل الإلغاءات المصورة، خدمة البريد الأمريكية
- طوابع البريد الكلاسيكية وعلامات البريد على طوابع إسبانيا
- إلغاء الأرقام الفرنسية 1852–1876
- الطوابع الملغاة مع تاريخ ميلادك في علامة الإلغاء
- متحف آلات الختم البريدي